# نادي النخل
نادي النخل (نادي العقيق سابقا) هو أحد أندية الدرجة الثالثة في السعودية، ومقره ينبع النخل التابعة لمنطقة المدينة المنورة، تأسس على يد مجموعة من رجال ينبع النخل، وفي عام 1436هـ الموافق 2015 م تم اعتماده رسميًا ومنحه الترخيص النهائي بعد موافقة مجلس الشورى، ويرأسه حاليًا إبراهيم بن عبد الله الفايدي.
في 21 فبراير 2022م اعتمد وزير الرياضة الأمير عبد العزيز بن تركي الفيصل تغيير مسمى نادي العقيق بينبع النخل إلى نادي النخل.

## تشكيلة الفريق الحالية
ملاحظة: تشير الأعلام إلى المنتخب الوطني على النحو المحدد في قواعد الأهلية للفيفا. قد يحمل اللاعبون أكثر من جنسية واحدة غير تابعة للفيفا.
| الرقم | البلد    | المركز | اللاعب             |
| ----- | -------- | ------ | ------------------ |
| 1     | السعودية | حارس   | سعد يوسف           |
| 3     | السعودية | مدافع  | ريان الحربي        |
| 4     | السعودية | مدافع  | عبد القادر الرشيدي |
| 5     | تونس     | مدافع  | فراس مقني          |
| 6     | السعودية | وسط    | عبد العزيز جنيد    |
| 7     | السعودية | مهاجم  | نواف العمري        |
| 8     | السعودية | وسط    | تركي الصعيدي       |
| 10    | السعودية | وسط    | نواف الصبحي        |
| 11    | السعودية | مهاجم  | ريان الرشيدي       |
| 12    | السعودية | مدافع  | عبد العزيز الأحمدي |
| 14    | السعودية | مدافع  | عبد المجيد الجهني  |

| الرقم | البلد    | المركز | اللاعب              |
| ----- | -------- | ------ | ------------------- |
| 15    | السعودية | وسط    | حسين الغملاس        |
| 19    | تونس     | مهاجم  | حسن الشلي           |
| 22    | السعودية | حارس   | علي النقير          |
| 33    | السعودية | مدافع  | يزيد المولد         |
| 50    | السعودية | وسط    | نواف ماشع           |
| 89    | السعودية | وسط    | حبيب هوساوي         |
| --    | السعودية | حارس   | أحمد الرويتعي       |
| --    | السعودية | وسط    | منصور اليحيوي       |
| --    | السعودية | وسط    | فيصل الزهراني       |
| --    | السعودية | وسط    | عبد العزيز الجزائري |
| --    | السعودية | مهاجم  | أحمد عسيري          |